# 宋青陽
宋青陽（1992年10月18日—），台東金峰鄉歷坵部落的排灣族人，台灣男子短距離競速滑輪溜冰和競速滑冰選手。
2010年亞洲運動會宋青陽奪得競速滑輪溜冰300公尺個人計時賽和500公尺計時賽的金牌。
在競速滑冰方面，宋青陽參加了2013–14年競速滑冰世界盃男子500公尺和1000公尺賽事，也代表台灣參加2014年冬奧的男子500公尺和1000公尺賽事。2013年冬季世界大學生運動會宋青陽奪得男子1000公尺的銅牌。

## 個人競速滑冰的最佳成績
宋青陽的500公尺和1000公尺最佳成績，也是國家紀錄。
| 距離     | 時間         | 場館                                | 日期           | 備註           |
| -------- | ------------ | ----------------------------------- | -------------- | -------------- |
| 500公尺  | 34.64 (NR)   | 猶他奧林匹克競速滑冰館              | 2013年11月15日 | 世界盃         |
| 1000公尺 | 1:08.83 (NR) | 猶他奧林匹克競速滑冰館              | 2013年11月17日 | 世界盃         |
| 1500公尺 | 1:57.83      | Baselga di Piné Stadio del Ghiaccio | 2013年12月15日 | 冬季世大運     |
| 3000公尺 | 4:21.00      | Jilin Provincial Speed Skating Rink | 2008年2月22日  | 世界青年錦標賽 |